# John Mackenzie
John Leonard Duncan Mackenzie (22 de maig de 1928 - 8 de juny de 2011) va ser un director de cinema escocès que va treballar al cinema britànic des de finals dels anys 1960, primer com a ajudant de direcció i després com a director independent.

## Biografia
Mackenzie va néixer a Edimburg, i hi va estudiar a la Holy Cross Academy. Va estudiar història a la Universitat d'Edimburg. Va estudiar art dramàtic i es va unir a la Gateway Theatre Company d'Edimburg. Va treballar com a mestre i es va traslladar a Londres el 1960.
Va començar a treballar amb Ken Loach, actuant com al seu ajudant de direcció en treballs com Up the Junction (1965) i Cathy Come Home (1966). Aquesta formació va permetre que Mackenzie comencés a dirigir ell mateix, a més d'ensenyar-li les habilitats de treballar en locació amb actors locals no professionals amb un pressupost i un calendari ajustats.
Després del seu aprenentatge amb Loach, Mackenzie va treballar en obres de televisió, Durant aquest període va dirigir episodis de The Jazz Age i ITV Saturday Night Theatre. La seva primera pel·lícula va ser el telefilm dramàtic There Is Also Tomorrow (1969), segui dels llargetratges One Brief Summer (1970) i Unman, Wittering and Zigo, una adaptació de radioteatre de Giles Cooper (1971). Mackenzie encara va treballar en gran manera per a la televisió, a banda de la producció independent Made (1972), fins que el 1979 va dirigir la força aclamada A Sense of Freedom, pel·lícula nominada als Premis BAFTA (emesa per televisió als EUA el 1985). Freedom tanmateix fou superada per la seva següent pel·lícula El llarg Divendres Sant.
El llarg Divendres Sant, protagonitzada per Bob Hoskins i Helen Mirren, li va obrir oportunitats per treballar als Estats Units. The Honorary Consul fou adaptada de la novel·la de Graham Greene per Christopher Hampton, va reunir Mackenzie amb Hoskins, i li va donar l'oportunitat de dirigir Michael Caine i Richard Gere. Altres pel·lícules de Mackenzie en aquest període foren The Innocent (1985) i El quart protocol (1987).
El major èxit que va gaudir Mackenzie en el seu període nord-americà va ser Ruby (1992), un biopic de Jack Ruby, el propietari del club nocturn texà que va assassinar Lee Harvey Oswald. Ruby fou protagonitzada pel nominat a un Oscar Danny Aiello i l'actriu de Twin Peaks Sherilyn Fenn.
Una altra pel·lícula d'aquest període va ser The Last of the Finest, un thriller britànico-estatunidenc protagonitzat per Brian Dennehy. Mackenzie va retornar al Regne Unit el 1993. Posteriorment va dirigir pel·lícules com Deadly Voyage (1996) i When the Sky Falls (2000).

## Mort
El 8 de juny de 2011, Mackenzie va morir després d'un infart, unes tres setmanes després del seu 83è aniversari. Li van sobreviure les seves tres filles (Colyn, Katherine i Rebecca) de Wendy Marshall, amb qui es va casar el 1956 i que va morir abans que ell.

## Filmografia
Com a assistent de director
- Up the Junction, dirigida per Ken Loach
- Cathy Come Home, dirigida per Loach

Com a director: Cinema
| - One Brief Summer (1970) - Unman, Wittering and Zigo (1971) - Made (1972) - El llarg Divendres Sant (The Long Good Friday) (1980) - A Sense of Freedom (1981) - El cònsol honorari (The Honorary Consul) (1983) | - The Innocent (1985) - El quart protocol (The Fourth Protocol)) (1987) - The Last of the Finest (1990) - Ruby (1992) - When the Sky Falls (2000) - Quicksand (2003) |

Com a director: televisió
| - The Cheviot, the Stag, and the Black Black Oil BBC (1973) - Shutdown BBC (1974) - Just Another Saturday BBC (1975) - Double Dare (BBC 1976) - A Passage to England BBC (1976) - Red Shift BBC (1977) | - Just a Boys' Game BBC (1979) - Act of Vengeance HBO (1986) - Voyage, o també Cruise of Fear PBS (1993) - The Infiltrator, o també In Hitler's Shadow HBO (1995) - Deadly Voyage HBO (1996) - Looking After Jo Jo (1998) - Aldrich Ames: Traitor Within Showtime (1998) - Avenger (2004) |